# Mocrendes
Mocrendes là một chi bướm đêm thuộc họ Erebidae.